# Sobin (Basse-Silésie)
Pour les articles homonymes, voir Sobin.
Sobin est une localité polonaise de la gmina et du powiat de Polkowice en voïvodie de Basse-Silésie.